# ゼネラル・ミルズ
ゼネラル・ミルズ インコーポレイテッド (General Mills, Inc.) は、アメリカ合衆国の大手食品会社。

## 概要
1856年に創業して1866年に水力を利用した製粉工場が建設され、大恐慌直前の1929年に株式を上場して、現在の社名であるゼネラルミルズになり、以来、無配転落したことがない。かつてはコングロマリット経営を行っていた事でも知られ、モノポリーで有名なパーカー・ブラザーズやライオネルのような玩具会社やシーフードレストランチェーンのレッドロブスターも傘下に抱えていた時期もあった。1960年代には優秀な技術部門を社内に抱えており、成層圏等の高高度観測を目的としたスカイフック気球や極限作業車両であるビートルのロボットアームや深海探査艇のアルビン号を開発したことでも知られる。長年、M&Aを繰り返す事により現在の業容になった。日本の食品会社とも馴染みがあり、1965年に、森永製菓との合弁会社の「森永ゼネラルミルズ株式会社」（現・森永スナック食品株式会社）があり、スピンを製造、販売していた。1977年ハウス食品との提携で『とんがりコーン』を開発して翌1978年に発売した。

## 主要ブランド
- ハーゲンダッツ
- チェリオス
- ピルズベリー
- リーシーズ
- ラッキーチャーム
- ビューグルス
- アニーズ・ホームグロウン
- ヨープレイ（51%）

他多数